# Natalja Dontjenko
Natalja Sergejevna Dontjenko (ryska: Наталья Сергеевна Донченко), född 25 augusti 1932 i Moskva, död 11 juli 2022 i Nizjnij Novgorod, var en rysk skridskolöpare som tävlade för Sovjetunionen.
Dontjenko blev olympisk silvermedaljör på 500 meter vid vinterspelen 1960 i Squaw Valley.